# Горовой, Вячеслав Петрович
Вячесла́в Петро́вич Горово́й (род. 25 августа 1942, Зима, Иркутская область) — советский легкоатлет, специалист по метанию копья. Выступал на всесоюзном уровне в 1960-х и 1970-х годах, серебряный и бронзовый призёр чемпионатов СССР, обладатель бронзовой медали Спартакиады народов СССР, победитель первенств всесоюзного и всероссийского значения. Мастер спорта СССР международного класса. Также известен как поэт, автор пословиц и афоризмов.

## Биография
Вячеслав Горовой родился 25 августа 1942 года в городе Зима Иркутской области. Окончил Государственный центральный ордена Ленина институт физической культуры, занимался лёгкой атлетикой в Москве, Ангарске, Норильске, выступал за добровольные спортивные общества «Спартак» и «Труд».
Первого серьёзного успеха на всесоюзном уровне добился в сезоне 1967 года, когда на чемпионате страны в рамках IV летней Спартакиады народов СССР в Москве с результатом 79,48 завоевал бронзовую награду в зачёте метания копья, уступив лишь эстонцу Марту Паама и латышу Янису Лусису.
В 1970 году на чемпионате СССР в Минске метнул копьё на 81,96 метра и стал серебряным призёром позади олимпийского чемпиона Яниса Лусиса.
В августе 1972 года одержал победу на соревнованиях в Москве, установив при этом свой личный рекорд и рекорд РСФСР в метании копья — 80,50 метра.
В июне 1973 года отметился победой на турнире в Омске, где показал результат 80,28 метра.
За выдающиеся спортивные достижения удостоен почётного звания «Мастер спорта СССР международного класса».
После завершения спортивной карьеры работал охотоведом в ведомственном хозяйстве Мособлисполкома и затем некоторое время занимался бизнесом. Проявил себя в литературе, автор нескольких тысяч стихотворений, некоторые из которых в своё время публиковались в журнале «Малыш», «Литературной газете» и «Гудке», а также множества пословиц и афоризмов. В 2021 году выпустил книгу афоризмов.

С присущим Вячеславу Петровичу спортивным азартом, он и на этом поприще за несколько лет достиг выдающихся результатов, написав более двадцати пяти тысяч крылатых выражений, большинство из которых ни в чём не уступают афоризмам великих мыслителей. … Ловлю себя на мысли, что хочется бесконечно цитировать бесценные россыпи мыслей Вячеслава Горового, поскольку они позволяют посмотреть на жизнь с разных ракурсов и дают вдумчивому человеку возможность увидеть наше бытие и свой образ через рентгеновские лучи философских определений добра и зла, света и мрака, великодушия и малодушия, отваги и трусости…— Валерий Латынин